# Karel X Gustaaf van Zweden
Karel X Gustaaf van de Palts-Zweibrücken (Karl X Gustav) (Kasteel van Nyköping, 8 november 1622 — Göteborg, 13 februari 1660) was koning van Zweden van 1654 tot zijn dood. Hij trouwde met Hedwig Eleonora van Sleeswijk-Holstein-Gottorp. Zij hadden een zoon, Karel XI.

## Biografie
Karel was de zoon van paltsgraaf Johan Casimir van Palts-Kleeburg en prinses Catharina Wasa, de dochter van Karel IX. Hij was een neef van koningin Christina I van Zweden. De kinderen groeiden gezamenlijk op.
In 1638 maakte hij een grand tour en kwam via Groningen, Harlingen, Enkhuizen naar Amsterdam. Daar werd hij rondgeleid door Louis de Geer.
Toen zijn nicht Christina niet wilde trouwen, en in 1654 vrijwillig afstand deed van de kroon, volgde Karel haar op. Dat had zij al in 1649 bepaald, voornamelijk om Axel Oxenstierna dwars te zitten. De Zweedse financiën waren op een dieptepunt na haar vertrek. De rijksraad gaf een concessie aan Johan Palmstruch, die het bankwezen reorganiseerde.
Kort na zijn troonsbestijging kwam hij in strijd met Polen. Jan II Casimir Wasa wilde hem niet als koning van Zweden erkennen. De Polen konden zich niet handhaven en Warschau en Wilna werden door de Zweden bezet, die, toen Brandenburg neiging toonde zich in de Poolse aangelegenheden te mengen, keurvorst Frederik Willem I van Brandenburg dwongen toe te staan dat de Zweden door Brandenburg trokken. Toen er echter gevaar ontstond dat de Republiek zich met de oorlog ging bemoeien, sloot Karel X met Brandenburg het verbond van Mariënburg (1656). Daardoor is hem gelukt het verzet van de Polen, die in opstand waren gekomen, te breken.
De Oostzeestaten vreesden echter de vorming van een machtig Zweden. Denemarken begon de oorlog, daartoe aangezet door de Republiek, terwijl Brandenburg, na vrede gesloten te hebben met Polen (1657) een verbond sloot met Denemarken (1658). Karel X dwong Frederik III van Denemarken, die geen steun ontving van de Republiek, bevreesd voor een optreden van Engeland, tot de Vrede van Roskilde (1658). Karel X trok over een bevroren Oostzee. Toen de dood van Oliver Cromwell Engeland verhinderde zich met de Oostzee-aangelegenheden te bemoeien, trad Holland opnieuw op. Jacob van Wassenaer Obdam versloeg in een vereniging met Denemarken de Zweden tijdens de Slag in de Sont. Te midden van deze gebeurtenissen stierf Karel in 1660, vanwege overmatig drankgebruik.
Karel X zat niet zo lang op de troon, maar had grote invloed op de Zweedse historie. Hij bracht het grootste deel van zijn regeerperiode door als aanvoerder van het Zweedse leger in Polen, Duitsland en Denemarken. Het leger behaalde vele successen, o.a. een offensief over de Grote Belt dat tot de Vrede van Roskilde leidde. Daarbij verloor Denemarken zijn bezittingen in het zuiden van Zweden. Zweden verloor haar bezittingen aan de Goudkust.

## Kwartierstaat
| Wolfgang van Palts-Zweibrücken (1526-1569)         | Wolfgang van Palts-Zweibrücken (1526-1569)         | Wolfgang van Palts-Zweibrücken (1526-1569)         | Wolfgang van Palts-Zweibrücken (1526-1569)         | Wolfgang van Palts-Zweibrücken (1526-1569)         | Wolfgang van Palts-Zweibrücken (1526-1569)         | Anna van Hessen (1529-1591)               | Anna van Hessen (1529-1591)               | Anna van Hessen (1529-1591)                   | Anna van Hessen (1529-1591)                   | Anna van Hessen (1529-1591)                   | Anna van Hessen (1529-1591)                   |                                               |                                               | Willem V van Kleef (1516-1592)               | Willem V van Kleef (1516-1592)               | Willem V van Kleef (1516-1592)                  | Willem V van Kleef (1516-1592)                  | Willem V van Kleef (1516-1592)                  | Willem V van Kleef (1516-1592)                  | Maria van Oostenrijk (1531-1581)                | Maria van Oostenrijk (1531-1581)                | Maria van Oostenrijk (1531-1581) | Maria van Oostenrijk (1531-1581) | Maria van Oostenrijk (1531-1581)       | Maria van Oostenrijk (1531-1581)       |                                        |                                        | Gustaaf I van Zweden (1496-1560)       | Gustaaf I van Zweden (1496-1560)       | Gustaaf I van Zweden (1496-1560) | Gustaaf I van Zweden (1496-1560) | Gustaaf I van Zweden (1496-1560)                | Gustaaf I van Zweden (1496-1560)                | Margaretha Leijonhufvud (1516-1551)             | Margaretha Leijonhufvud (1516-1551)             | Margaretha Leijonhufvud (1516-1551)             | Margaretha Leijonhufvud (1516-1551)             | Margaretha Leijonhufvud (1516-1551) | Margaretha Leijonhufvud (1516-1551) |                                                   |                                                   | Lodewijk VI van de Palts (1539-1583)              | Lodewijk VI van de Palts (1539-1583)              | Lodewijk VI van de Palts (1539-1583)              | Lodewijk VI van de Palts (1539-1583)              | Lodewijk VI van de Palts (1539-1583) | Lodewijk VI van de Palts (1539-1583) | Elisabeth van Hessen (1539-1582)             | Elisabeth van Hessen (1539-1582)             | Elisabeth van Hessen (1539-1582)             | Elisabeth van Hessen (1539-1582)             | Elisabeth van Hessen (1539-1582)             | Elisabeth van Hessen (1539-1582)             |  |  |  |  |  |  |  |  |  |  |  |  |  |  |  |  |  |  |  |  |  |  |  |  |  |  |  |  |  |  |  |  |  |  |  |  |  |  |  |  |  |  |  |  |  |  |  |  |
| Wolfgang van Palts-Zweibrücken (1526-1569)         | Wolfgang van Palts-Zweibrücken (1526-1569)         | Wolfgang van Palts-Zweibrücken (1526-1569)         | Wolfgang van Palts-Zweibrücken (1526-1569)         | Wolfgang van Palts-Zweibrücken (1526-1569)         | Wolfgang van Palts-Zweibrücken (1526-1569)         | Anna van Hessen (1529-1591)               | Anna van Hessen (1529-1591)               | Anna van Hessen (1529-1591)                   | Anna van Hessen (1529-1591)                   | Anna van Hessen (1529-1591)                   | Anna van Hessen (1529-1591)                   |                                               |                                               | Willem V van Kleef (1516-1592)               | Willem V van Kleef (1516-1592)               | Willem V van Kleef (1516-1592)                  | Willem V van Kleef (1516-1592)                  | Willem V van Kleef (1516-1592)                  | Willem V van Kleef (1516-1592)                  | Maria van Oostenrijk (1531-1581)                | Maria van Oostenrijk (1531-1581)                | Maria van Oostenrijk (1531-1581) | Maria van Oostenrijk (1531-1581) | Maria van Oostenrijk (1531-1581)       | Maria van Oostenrijk (1531-1581)       |                                        |                                        | Gustaaf I van Zweden (1496-1560)       | Gustaaf I van Zweden (1496-1560)       | Gustaaf I van Zweden (1496-1560) | Gustaaf I van Zweden (1496-1560) | Gustaaf I van Zweden (1496-1560)                | Gustaaf I van Zweden (1496-1560)                | Margaretha Leijonhufvud (1516-1551)             | Margaretha Leijonhufvud (1516-1551)             | Margaretha Leijonhufvud (1516-1551)             | Margaretha Leijonhufvud (1516-1551)             | Margaretha Leijonhufvud (1516-1551) | Margaretha Leijonhufvud (1516-1551) |                                                   |                                                   | Lodewijk VI van de Palts (1539-1583)              | Lodewijk VI van de Palts (1539-1583)              | Lodewijk VI van de Palts (1539-1583)              | Lodewijk VI van de Palts (1539-1583)              | Lodewijk VI van de Palts (1539-1583) | Lodewijk VI van de Palts (1539-1583) | Elisabeth van Hessen (1539-1582)             | Elisabeth van Hessen (1539-1582)             | Elisabeth van Hessen (1539-1582)             | Elisabeth van Hessen (1539-1582)             | Elisabeth van Hessen (1539-1582)             | Elisabeth van Hessen (1539-1582)             |  |  |  |  |  |  |  |  |  |  |  |  |  |  |  |  |  |  |  |  |  |  |  |  |  |  |  |  |  |  |  |  |  |  |  |  |  |  |  |  |  |  |  |  |  |  |  |  |
|                                                    |                                                    |                                                    |                                                    |                                                    |                                                    |                                           |                                           |                                               |                                               |                                               |                                               |                                               |                                               |                                              |                                              |                                                 |                                                 |                                                 |                                                 |                                                 |                                                 |                                  |                                  |                                        |                                        |                                        |                                        |                                        |                                        |                                  |                                  |                                                 |                                                 |                                                 |                                                 |                                                 |                                                 |                                     |                                     |                                                   |                                                   |                                                   |                                                   |                                                   |                                                   |                                      |                                      |                                              |                                              |                                              |                                              |                                              |                                              |  |  |  |  |  |  |  |  |  |  |  |  |  |  |  |  |  |  |  |  |  |  |  |  |  |  |  |  |  |  |  |  |  |  |  |  |  |  |  |  |  |  |  |  |  |  |  |  |
|                                                    |                                                    |                                                    |                                                    | Johan I van Palts-Zweibrücken (1550-1604)          | Johan I van Palts-Zweibrücken (1550-1604)          | Johan I van Palts-Zweibrücken (1550-1604) | Johan I van Palts-Zweibrücken (1550-1604) | Johan I van Palts-Zweibrücken (1550-1604)     | Johan I van Palts-Zweibrücken (1550-1604)     |                                               |                                               |                                               |                                               |                                              |                                              | Magdalena van Kleef (1553-1633)                 | Magdalena van Kleef (1553-1633)                 | Magdalena van Kleef (1553-1633)                 | Magdalena van Kleef (1553-1633)                 | Magdalena van Kleef (1553-1633)                 | Magdalena van Kleef (1553-1633)                 |                                  |                                  |                                        |                                        |                                        |                                        |                                        |                                        |                                  |                                  | Karel IX van Zweden (1550-1611)                 | Karel IX van Zweden (1550-1611)                 | Karel IX van Zweden (1550-1611)                 | Karel IX van Zweden (1550-1611)                 | Karel IX van Zweden (1550-1611)                 | Karel IX van Zweden (1550-1611)                 |                                     |                                     |                                                   |                                                   |                                                   |                                                   | Anna Maria van de Palts (1561-1589)               | Anna Maria van de Palts (1561-1589)               | Anna Maria van de Palts (1561-1589)  | Anna Maria van de Palts (1561-1589)  | Anna Maria van de Palts (1561-1589)          | Anna Maria van de Palts (1561-1589)          |                                              |                                              |                                              |                                              |  |  |  |  |  |  |  |  |  |  |  |  |  |  |  |  |  |  |  |  |  |  |  |  |  |  |  |  |  |  |  |  |  |  |  |  |  |  |  |  |  |  |  |  |  |  |  |  |
|                                                    |                                                    |                                                    |                                                    | Johan I van Palts-Zweibrücken (1550-1604)          | Johan I van Palts-Zweibrücken (1550-1604)          | Johan I van Palts-Zweibrücken (1550-1604) | Johan I van Palts-Zweibrücken (1550-1604) | Johan I van Palts-Zweibrücken (1550-1604)     | Johan I van Palts-Zweibrücken (1550-1604)     |                                               |                                               |                                               |                                               |                                              |                                              | Magdalena van Kleef (1553-1633)                 | Magdalena van Kleef (1553-1633)                 | Magdalena van Kleef (1553-1633)                 | Magdalena van Kleef (1553-1633)                 | Magdalena van Kleef (1553-1633)                 | Magdalena van Kleef (1553-1633)                 |                                  |                                  |                                        |                                        |                                        |                                        |                                        |                                        |                                  |                                  | Karel IX van Zweden (1550-1611)                 | Karel IX van Zweden (1550-1611)                 | Karel IX van Zweden (1550-1611)                 | Karel IX van Zweden (1550-1611)                 | Karel IX van Zweden (1550-1611)                 | Karel IX van Zweden (1550-1611)                 |                                     |                                     |                                                   |                                                   |                                                   |                                                   | Anna Maria van de Palts (1561-1589)               | Anna Maria van de Palts (1561-1589)               | Anna Maria van de Palts (1561-1589)  | Anna Maria van de Palts (1561-1589)  | Anna Maria van de Palts (1561-1589)          | Anna Maria van de Palts (1561-1589)          |                                              |                                              |                                              |                                              |  |  |  |  |  |  |  |  |  |  |  |  |  |  |  |  |  |  |  |  |  |  |  |  |  |  |  |  |  |  |  |  |  |  |  |  |  |  |  |  |  |  |  |  |  |  |  |  |
|                                                    |                                                    |                                                    |                                                    |                                                    |                                                    |                                           |                                           |                                               |                                               | Johan Casimir van Palts-Kleeburg (1589-1652)  | Johan Casimir van Palts-Kleeburg (1589-1652)  | Johan Casimir van Palts-Kleeburg (1589-1652)  | Johan Casimir van Palts-Kleeburg (1589-1652)  | Johan Casimir van Palts-Kleeburg (1589-1652) | Johan Casimir van Palts-Kleeburg (1589-1652) |                                                 |                                                 |                                                 |                                                 |                                                 |                                                 |                                  |                                  |                                        |                                        |                                        |                                        |                                        |                                        |                                  |                                  |                                                 |                                                 |                                                 |                                                 |                                                 |                                                 | Catharina Wasa (1584-1638)          | Catharina Wasa (1584-1638)          | Catharina Wasa (1584-1638)                        | Catharina Wasa (1584-1638)                        | Catharina Wasa (1584-1638)                        | Catharina Wasa (1584-1638)                        |                                                   |                                                   |                                      |                                      |                                              |                                              |                                              |                                              |                                              |                                              |  |  |  |  |  |  |  |  |  |  |  |  |  |  |  |  |  |  |  |  |  |  |  |  |  |  |  |  |  |  |  |  |  |  |  |  |  |  |  |  |  |  |  |  |  |  |  |  |
|                                                    |                                                    |                                                    |                                                    |                                                    |                                                    |                                           |                                           |                                               |                                               | Johan Casimir van Palts-Kleeburg (1589-1652)  | Johan Casimir van Palts-Kleeburg (1589-1652)  | Johan Casimir van Palts-Kleeburg (1589-1652)  | Johan Casimir van Palts-Kleeburg (1589-1652)  | Johan Casimir van Palts-Kleeburg (1589-1652) | Johan Casimir van Palts-Kleeburg (1589-1652) |                                                 |                                                 |                                                 |                                                 |                                                 |                                                 |                                  |                                  |                                        |                                        |                                        |                                        |                                        |                                        |                                  |                                  |                                                 |                                                 |                                                 |                                                 |                                                 |                                                 | Catharina Wasa (1584-1638)          | Catharina Wasa (1584-1638)          | Catharina Wasa (1584-1638)                        | Catharina Wasa (1584-1638)                        | Catharina Wasa (1584-1638)                        | Catharina Wasa (1584-1638)                        |                                                   |                                                   |                                      |                                      |                                              |                                              |                                              |                                              |                                              |                                              |  |  |  |  |  |  |  |  |  |  |  |  |  |  |  |  |  |  |  |  |  |  |  |  |  |  |  |  |  |  |  |  |  |  |  |  |  |  |  |  |  |  |  |  |  |  |  |  |
|                                                    |                                                    |                                                    |                                                    |                                                    |                                                    |                                           |                                           |                                               |                                               |                                               |                                               |                                               |                                               |                                              |                                              |                                                 |                                                 |                                                 |                                                 |                                                 |                                                 |                                  |                                  |                                        |                                        |                                        |                                        |                                        |                                        |                                  |                                  |                                                 |                                                 |                                                 |                                                 |                                                 |                                                 |                                     |                                     |                                                   |                                                   |                                                   |                                                   |                                                   |                                                   |                                      |                                      |                                              |                                              |                                              |                                              |                                              |                                              |  |  |  |  |  |  |  |  |  |  |  |  |  |  |  |  |  |  |  |  |  |  |  |  |  |  |  |  |  |  |  |  |  |  |  |  |  |  |  |  |  |  |  |  |  |  |  |  |
|                                                    |                                                    |                                                    |                                                    |                                                    |                                                    |                                           |                                           |                                               |                                               |                                               |                                               |                                               |                                               |                                              |                                              |                                                 |                                                 |                                                 |                                                 |                                                 |                                                 |                                  |                                  |                                        |                                        |                                        |                                        |                                        |                                        |                                  |                                  |                                                 |                                                 |                                                 |                                                 |                                                 |                                                 |                                     |                                     |                                                   |                                                   |                                                   |                                                   |                                                   |                                                   |                                      |                                      |                                              |                                              |                                              |                                              |                                              |                                              |  |  |  |  |  |  |  |  |  |  |  |  |  |  |  |  |  |  |  |  |  |  |  |  |  |  |  |  |  |  |  |  |  |  |  |  |  |  |  |  |  |  |  |  |  |  |  |  |
| Christina Magdalena van Palts-Kleeburg (1616-1662) | Christina Magdalena van Palts-Kleeburg (1616-1662) | Christina Magdalena van Palts-Kleeburg (1616-1662) | Christina Magdalena van Palts-Kleeburg (1616-1662) | Christina Magdalena van Palts-Kleeburg (1616-1662) | Christina Magdalena van Palts-Kleeburg (1616-1662) |                                           |                                           | Karel Frederik van Palts-Kleeburg (1618-1619) | Karel Frederik van Palts-Kleeburg (1618-1619) | Karel Frederik van Palts-Kleeburg (1618-1619) | Karel Frederik van Palts-Kleeburg (1618-1619) | Karel Frederik van Palts-Kleeburg (1618-1619) | Karel Frederik van Palts-Kleeburg (1618-1619) |                                              |                                              | Elisabeth Amalia van Palts-Kleeburg (1619-1628) | Elisabeth Amalia van Palts-Kleeburg (1619-1628) | Elisabeth Amalia van Palts-Kleeburg (1619-1628) | Elisabeth Amalia van Palts-Kleeburg (1619-1628) | Elisabeth Amalia van Palts-Kleeburg (1619-1628) | Elisabeth Amalia van Palts-Kleeburg (1619-1628) |                                  |                                  | Karel X Gustaaf van Zweden (1622-1660) | Karel X Gustaaf van Zweden (1622-1660) | Karel X Gustaaf van Zweden (1622-1660) | Karel X Gustaaf van Zweden (1622-1660) | Karel X Gustaaf van Zweden (1622-1660) | Karel X Gustaaf van Zweden (1622-1660) |                                  |                                  | Maria Euphrosina van Palts-Kleeburg (1625-1687) | Maria Euphrosina van Palts-Kleeburg (1625-1687) | Maria Euphrosina van Palts-Kleeburg (1625-1687) | Maria Euphrosina van Palts-Kleeburg (1625-1687) | Maria Euphrosina van Palts-Kleeburg (1625-1687) | Maria Euphrosina van Palts-Kleeburg (1625-1687) |                                     |                                     | Eleonora Catharina van Palts-Kleeburg (1626-1692) | Eleonora Catharina van Palts-Kleeburg (1626-1692) | Eleonora Catharina van Palts-Kleeburg (1626-1692) | Eleonora Catharina van Palts-Kleeburg (1626-1692) | Eleonora Catharina van Palts-Kleeburg (1626-1692) | Eleonora Catharina van Palts-Kleeburg (1626-1692) |                                      |                                      | Adolf Johan I van Palts-Kleeburg (1629-1689) | Adolf Johan I van Palts-Kleeburg (1629-1689) | Adolf Johan I van Palts-Kleeburg (1629-1689) | Adolf Johan I van Palts-Kleeburg (1629-1689) | Adolf Johan I van Palts-Kleeburg (1629-1689) | Adolf Johan I van Palts-Kleeburg (1629-1689) |  |  |  |  |  |  |  |  |  |  |  |  |  |  |  |  |  |  |  |  |  |  |  |  |  |  |  |  |  |  |  |  |  |  |  |  |  |  |  |  |  |  |  |  |  |  |  |  |